# Kozdroje
Kozdroje es un pueblo de Polonia, en Mazovia.  Se encuentra en el distrito (Gmina) de Regimin, perteneciente al condado (Powiat) de Ciechanów. Se encuentra aproximadamente 3 km al noreste de Regimin, 10 km al norte de Ciechanów, y a 86 km  al norte de Varsovia. 
Entre 1975 y 1998 perteneció al voivodato de Ciechanów.